# Sriwijaya Air
Sriwijaya Air est une compagnie aérienne indonésienne basée à Jakarta qui dessert principalement Sumatra et les îles Riau.

## Historique
Créée en 2003, elle porte le nom de l'ancienne cité-état de Sriwijaya (aujourd'hui Palembang dans le sud de Sumatra), qui du VIIe au XIe siècle a contrôlé le détroit de Malacca. C'est la 3e compagnie aérienne indonésienne en nombre de passagers transportés. En 2009, Sriwijaya Air a transporté quelque 6 millions de passagers vers 33 destinations, intérieures et internationales. Pour 2010, la compagnie envisage d'acquérir de nouveaux appareils et d'ouvrir de nouvelles lignes vers Bangkok (Thaïlande), Canton (Chine), Kuala Lumpur (Malaisie) et Perth (Australie).
Citilink, la filiale à bas coût de Garuda Indonesia, la compagnie nationale, va reprendre les opérations de Sriwijaya et sa filiale NAM Air.
Le vol Sriwijaya Air 182 disparaît des radars le 9 janvier 2021 a 14 h 40 heure locale au large des côtes de Jakarta, seulement 4 minutes après son décollage de Jakarta. Il avait pour destination la ville de Pontianak. Le vol devait durer 1 h 30 environ.

### Anciens avions retirés de la flotte

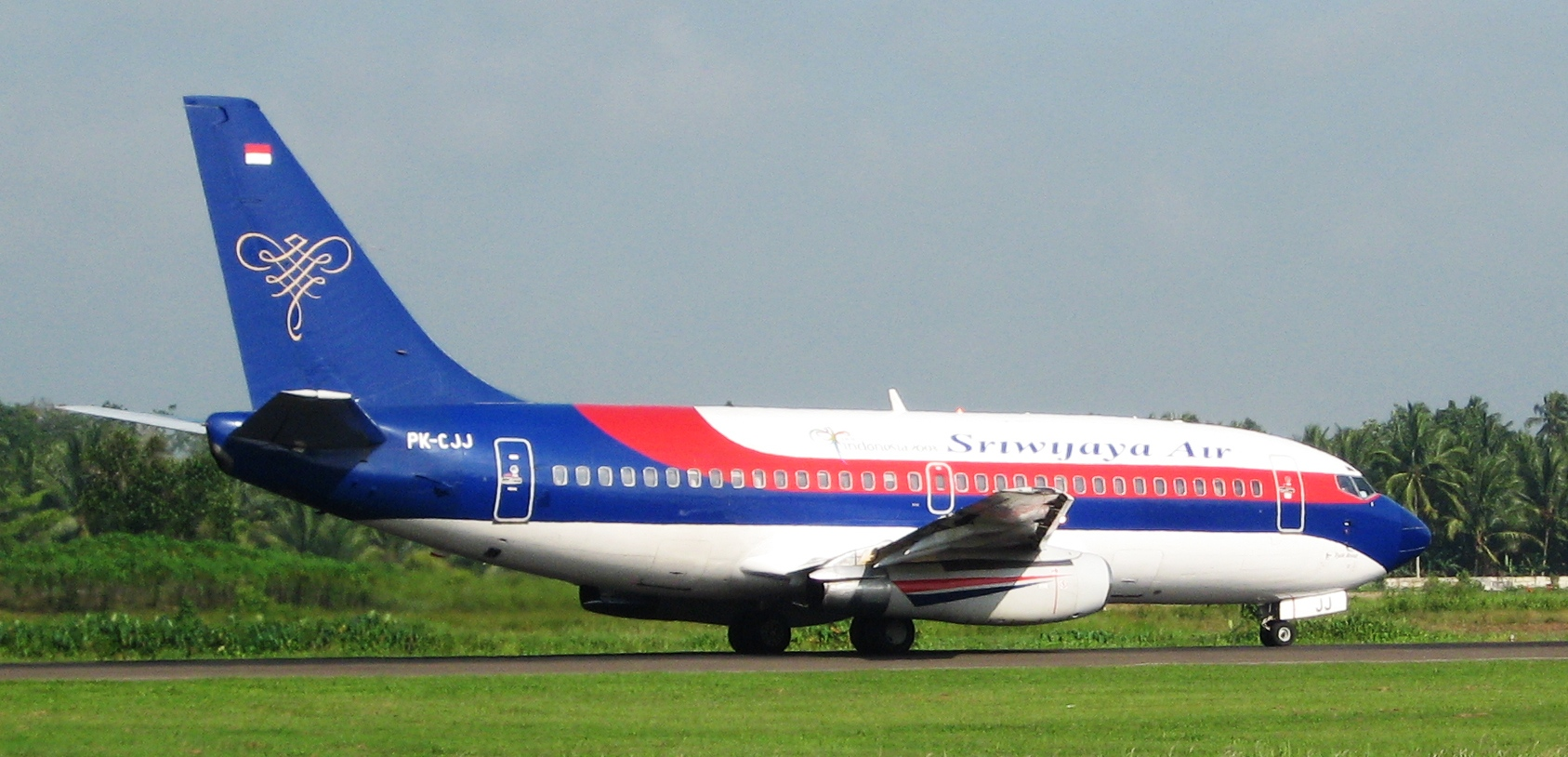
Boeing 737-200 de Sriwijaya Air sur l'aéroport Supadio de Pontianak (appareil retiré du service)

## Destinations

### Indonésie
- Sumatra : 
  - Banda Aceh
  - Batam
  - Bengkulu
  - Jambi
  - Medan
  - Palembang
  - Pangkal Pinang (Bangka)
  - Pekanbaru
  - Bandar Lampung
  - Tanjung Pandan (Belitung)

- Java :
  - Jakarta
  - Malang
  - Semarang
  - Solo
  - Surabaya

- Kalimantan :
  - Balikpapan
  - Banjarmasin
  - Palangkaraya
  - Pontianak

- Célèbes :
  - Gorontalo
  - Kendari
  - Makassar

- Autres :
  - Kupang (Timor occidental)

### International
- Malaisie :
  - Kuala Lumpur
  - Penang
- Singapour
- Timor Leste :
  - Dili

## Flotte

### Flotte actuelle

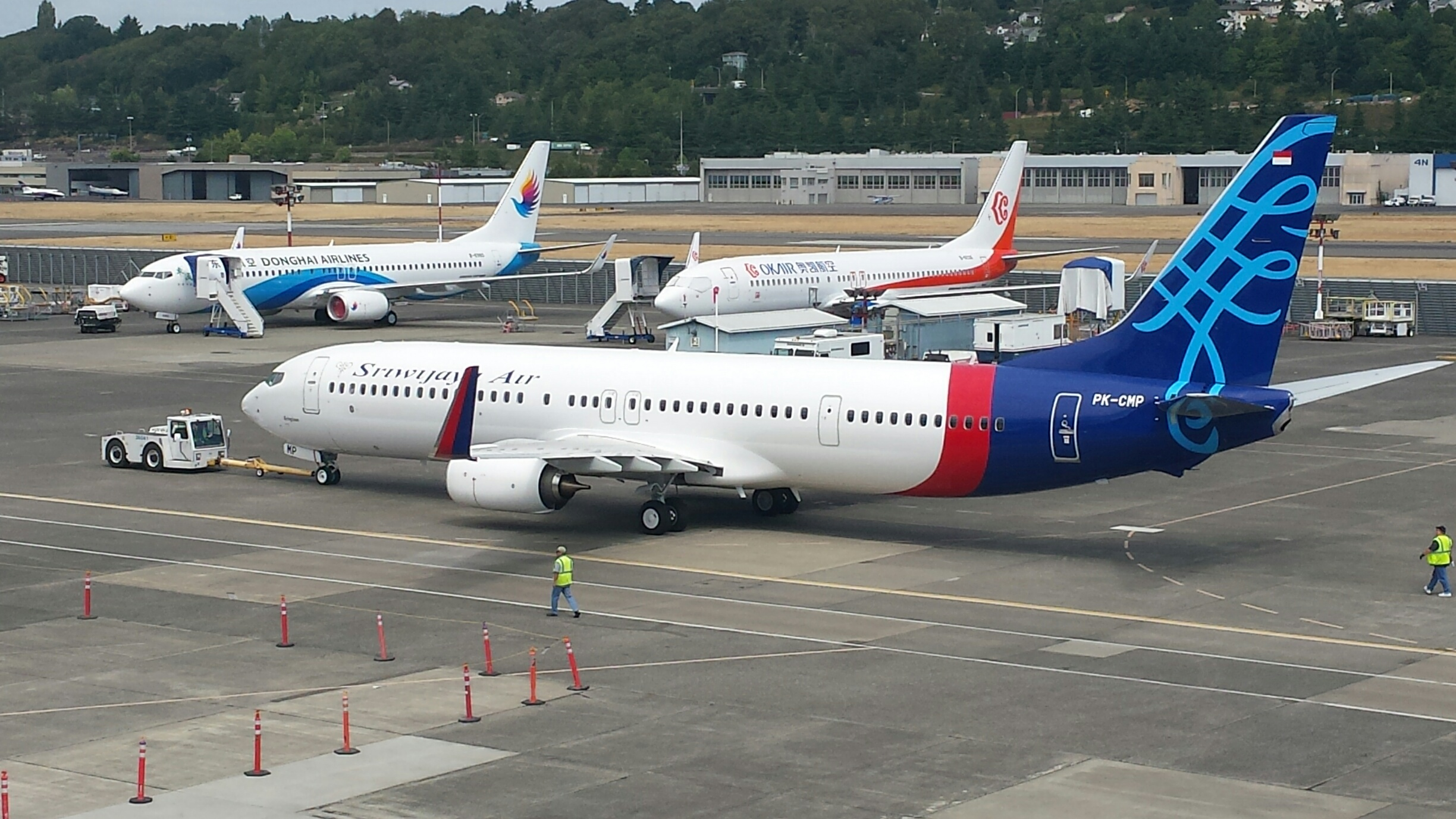
Boeing 737-900 de Sriwijaya Air

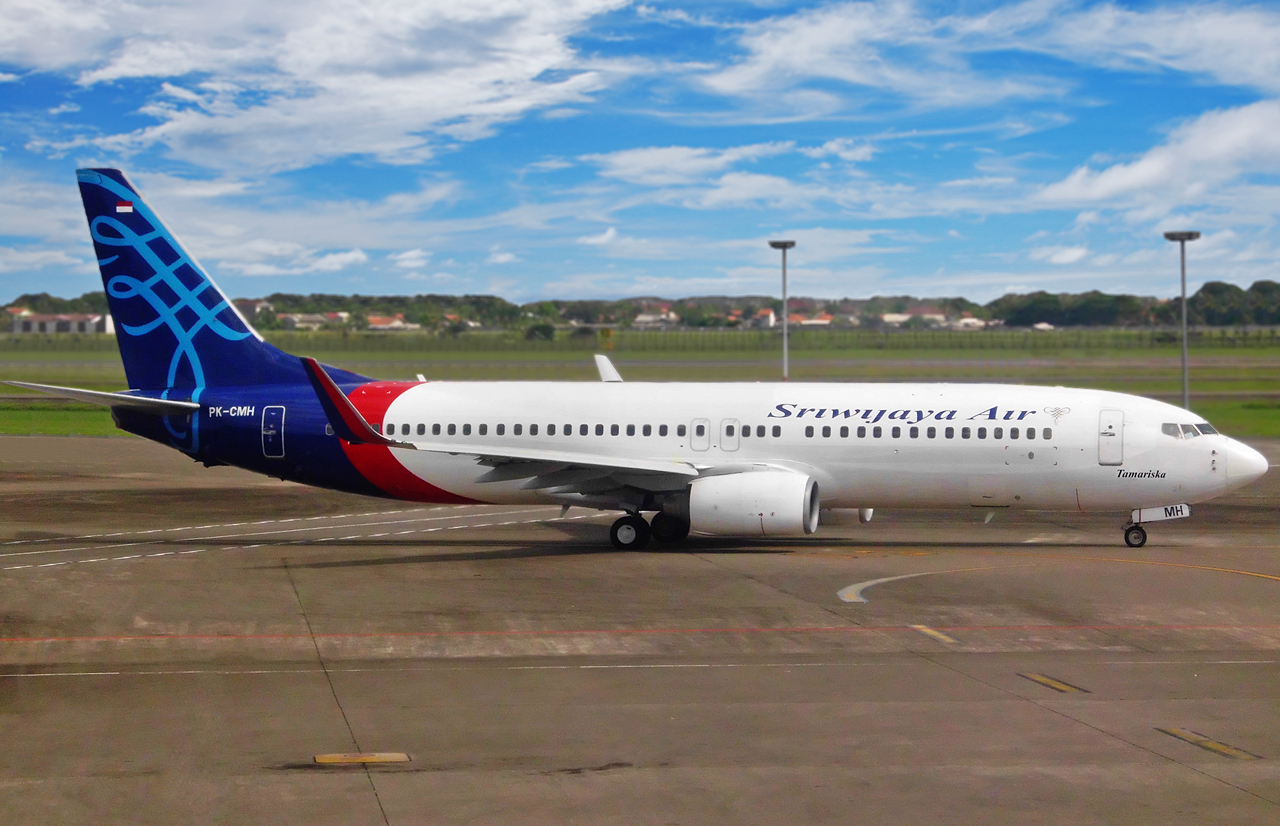
Boeing 737-800 de Sriwijaya Air

La flotte de Sriwijaya Air a un âge moyen de 17,4 ans (janvier 2021) et se compose de :